# Приднепрянское (Кобелякский район)
Приднепрянское (укр. Придніпрянське, до 2016 г. — Радянське) — село,
Радянский сельский совет,
Кобелякский район,
Полтавская область,
Украина.
Код КОАТУУ — 5321886001. Население по переписи 2001 года составляло 1711 человек.
Является административным центром Радянского сельского совета, в который не входят другие населённые пункты.

## Географическое положение
Село Приднепрянское находится на левом берегу реки Орель в месте её вытекания из Каменского водохранилища (в этом месте течение реки изменено на противоположное),
ниже по течению на расстоянии в 1 км расположено село Молодёжное (Царичанский район).

## История
- Деревня образовалось после того, как в 1963 году Каменское водохранилище затопило деревню Старый Орлик.

## Экономика
- СК «Радянское».

## Объекты социальной сферы
- Детский сад «Сонечко».
- Школа.
- Дом культуры.

## Известные люди
- Дикопольцев Евгений Александрович (1921—1943) — Герой Советского Союза, похоронен в селе Радянское.
- Гриценко, Тамара Александровна (род. 1938) — советская бандуристка, певица, народная артистка УССР.
- Зарубин, Леонид Семёнович (1926—2003) — советский и украинский режиссёр кукольных мультипликационных фильмов.
- Сосновый, Дмитрий Григорьевич (1923—1995) — советский архитектор.
- Сусидко, Пётр Иванович (1924—1998) — учёный-энтомолог, доктор биологических наук, академик ВАСХНИЛ.

## Религия
- Николаевская церковь.